# Дев'ятовський Вадим Анатолійович
Вади́м Анато́лійович Дев'ято́вський (біл. Вадзі́м Анато́левіч Дзевято́ўскі, 20 березня 1977) — білоруський легкоатлет, олімпійський медаліст. Заслужений майстер спорту Республіки Білорусь з легкої атлетики.

## Спортивна кар'єра

### Виступи на Олімпіадах
| Олімпіада  | Дисципліна     | Місце |
| ---------- | -------------- | ----- |
| Афіни 2004 | метання молота | 4     |
| Пекін 2008 | метання молота | 2     |

У грудні 2008 року внаслідок підвищеного рівня тестостерону рішенням МОК Вадим Дев'ятовський був позбавлений нагороди та покараний пожиттєвою дискваліфікацією. У червні 2010 року рішення про дискваліфікацію були відмінені Спортивним арбітражним судом у Лозанні (CAS) у зв'язку із порушеннями, які були допущені при проведенні допінг-контролю, олімпійська медаль повернена спортсмену.

## Політична та громдська діяльність
У 2009 році закінчив Полоцький державний університет за спеціальністю «правознавство».
Обирався депутатом Новополоцького міської Ради двадцять четвертого і двадцять п'ятого скликань. Був делегатом другого, третього і четвертого Всебілоруських народних зборів.
У 2012 році був обраний депутатом Палати представників Національних зборів Республіки Білорусь п'ятого скликання від Новополоцького виборчого округу № 25, заступником голови Постійної комісії Палати представників з охорони здоров'я, фізичної культури, сімейної та молодіжної політики.
З 2009 року є головою Новополоцької організації республіканського громадського об'єднання «Біла Русь».
25 вересня 2014 року Позачерговою конференцією обраний головою громадського об'єднання «Білоруська федерація легкої атлетики».

## Нагороди
Девятовський В. А. нагороджений медаллю «За трудові заслуги». Носить почесне звання «Заслужений майстер спорту Республіки Білорусь», удостоєний звань «Почесний житель Новополоцька», «Людина року Вітебщини — 2009».